# Alysha Corrigan
Pour les articles homonymes, voir Corrigan.

a Compétitions nationales et continentales officielles uniquement.

b Matchs officiels uniquement.
Alysha Corrigan, née le 25 janvier 1997 à Charlottetown (Canada), est une joueuse internationale canadienne de rugby à XV et internationale de rugby à sept évoluant au poste d'arrière. Elle joue en Angleterre, aux Saracens.

## Biographie
Alysha Corrigan naît le 25 janvier 1997 à Charlottetown au Canada. Elle commence la pratique du rugby à XV au lycée, sous l'influence de sa sœur ainée Sidney. Elle joue ensuite sous les couleurs de l'Université de l'Île-du-Prince-Édouard.
En 2020, elle signe avec les Saracens, où elle passe deux saisons et joue deux finales. Celle de 2021 est perdue face aux Harlequins. Mais en 2022 elle est sacrée championne, et marque même un essai lors de la finale face aux Exeter Chiefs.[réf. nécessaire]
En 2022, elle compte neuf sélections en équipe du Canada quand elle est retenue pour disputer la Coupe du monde en Nouvelle-Zélande.
Elle se consacre ensuite au rugby à sept, avec les Jeux olympiques d'été de 2024 comme objectif. Les Canadiennes vont en finale du tournoi olympique, où elle inscrit un essai. Mais le titre est emporté par les Néo-Zélandaises.
Après les Jeux olympiques, elle retourne au XV, à nouveau avec les Saracens. Dans la foulée, elle convoquée en équipe nationale pour préparer le WXV.

## Palmarès

### En club
- Vainqueur du Championnat d'Angleterre en 2022.

### En équipe nationale
- Médaillée d'argent aux Jeux olympiques de 2024 avec l'équipe du Canada de rugby à sept.

### Distinctions personnelles
- Nommée dans la deuxième équipe universitaire de l'année en 2017 et 2018[7].